# E. Marinella
E. Marinella er en italiensk producent af slips, der blev grundlagt af Eugenio Marinella i 1914 i Napoli.

## Selskab
Virksomheden har butikker i Napoli, Milano, Lugano, London, Hong Kong og Tokyo, og deres produkter sælges også i andre butikker i Belgien, France, Italien, Japan, Monaco, Spanien, Schweiz, Storbritannien og USA. Den første butik blev åbnet på Piazza Vittoria i Napoli. På dette tidspunkt tilbød E. Marinella herretøj, der fulgte den engelske mode. Marinella hyrede også skjortemagere fra Paris for at undervise personalet i mønsterteknikker.
Siden 1999 har firmaet været ejet af Maurizio Marinella. Det betragtes som et af de fineste luksusmærker i slipseindustrien. I Napoli ligger deres aktiviteter på Riviera di Chiaia. Politikere som Bill Clinton, Boris Yeltsin, Silvio Berlusconi, Jacques Chirac og Hosni Mubarak har alle båret slips fremstillet af Marinella, samt Juan Carlos af Spanien, prins Charles, Gianni Agnelli og Albert 2. af Monaco.
Udover slips sælger E. Marinella også tasker, ure, parfume, accessoires og manchetknapper til mænd. Deres linje til kvinder inkluderer tasker, halstørklæder, parfume og accessoires.